# Изложба „Вождовачке летње игре” (1986)
Изложба „Вождовачке летње игре” се одржала у периоду од 24. јуна до 8. јула 1986. у галерији Удружења ликовних уметника Србије, улици Масарикова 4, и од 9. до 30. јула 1986. у Дому пионира и омладине Вождовац.

## Управни одбор
Управни одбор су чинили:
- Љиљана Ћинкул, председник
- Љиљана Стојановић, секретар
- Ратко Вулановић
- Радомир Кундачина
- Раша Тодосијевић
- Мирјана Живковић
- Милорад Вукановић
- Живорад Раденковић
- Весна Свобода
- Драгица Думановић Радуновић
- Слободан Роксандић

## Излагачи
1. Нада Алавања
2. Зоран Белић
3. Ненад Брачић
4. Нинослава Видовић
5. Миомир Грујић
6. Мирослав Ђорђевић
7. Душица Жарковић
8. Милица Жарковић
9. Марија Илић
10. Зоран Јездимировић
11. Милена Јовановић
12. Душан Јуначков
13. Весна Кнежевић
14. Радомир Кнежевић
15. Драгослав Крнајски
16. Милица Лукић
17. Драган Милосављевић
18. Олга Никач
19. Гордан Николић
20. Гордана Олујић
21. Гордана Петровић
22. Никола Пилиповић
23. Едвина Романовић
24. Драгана Станаћев
25. Љубица Станимировић
26. Мирослав Станојловић
27. Оливера Стојадиновић
28. Марија Стошић
29. Милан Тепавац
30. Растко Ћирић
31. Биљана Црнчанин
32. Богданка Чабак
33. Никола Џепина